# Anum Qaisar-Javed
Pour les articles homonymes, voir Javed.
Anum Qaisar-Javed, née le 11 septembre 1992 à Leith, est une femme politique du parti national écossais (SNP) qui est députée pour Airdrie et Shotts de mai 2021 à juillet 2024.

## Jeunesse
Qaisar-Javed est née dans une famille pakistanaise écossaise et grandit à Motherwell, où ses parents sont commerçants. Son grand-père a immigré à Manchester dans les années 1960.
Elle décrit sa première expérience de racisme à l'âge de neuf ans, lorsqu'elle attendait à un arrêt de bus après l'école le lendemain des attentats du 11 septembre à New York, son neuvième anniversaire, et on lui a demandé "Pourquoi ta couleur de peau est-elle de la même couleur que la boue, comme caca? Votre père est-il un terroriste ?'.
Elle étudie la politique à l'Université de Stirling et épouse un médecin.

## Carrière
Née en Écosse et élevée dans une famille de soutien aux travaillistes, Qaisar-Javed est militante chez les travaillistes écossais et devient secrétaire général des amis musulmans travaillistes. Elle fait campagne pour un vote « Oui » lors du référendum sur l'indépendance de l'Écosse en 2014, et après cette défaite, elle quitte le parti travailliste et rejoint le SNP.
Qaisar-Javed travaille comme assistante parlementaire pour la députée Carol Monaghan et comme assistante pour le secrétaire écossais à la Justice Humza Yousaf.
Avant de devenir députée, elle est professeur d'études modernes,,. Elle explique à ses élèves pourquoi les membres des communautés minoritaires sont sous-représentés en politique, comme le manque de modèles .
En avril 2021, Qaisar-Javed est sélectionnée comme candidat du SNP pour l'élection partielle d'Airdrie et Shotts de 2021. L'élection est déclenchée par la démission du député SNP en exercice, Neil Gray pour se présenter aux élections du Parlement écossais de mai 2021.
Le 14 mai 2021, Qaisar-Javed remporte les élections, devenant la deuxième femme députée musulmane, après Tasmina Ahmed-Sheikh . Le taux de participation est exceptionnellement bas, à 34,3 %, et tandis que Qaisar-Javed augmente la part des voix du SNP, avec une majorité de 1 757 voix (8,0 %) inférieure à celle que Neil Gray a remportée lors des élections au Parlement écossais de 2016. Après sa victoire, Qaisar-Javed s'est engagée à être un modèle pour les autres minorités  et à « se battre pour l'indépendance ».
Qaisar-Javed prend son siège à la Chambre des communes le 17 mai. Elle prononce son premier discours le 19 mai.